# Кунчанська сільська рада
Ку́нчанська сільська́ ра́да — колишня адміністративно-територіальна одиниця та орган місцевого самоврядування в Теофіпольському районі Хмельницької області. Адміністративний центр — село Кунча.

## Загальні відомості
Кунчанська сільська рада утворена в 1991 році.
- Територія ради: 25,661 км²
- Населення ради: 1 033 особи (станом на 2001 рік)
- Територією ради протікають річки Полква, Корець

## Населені пункти
Сільській раді підпорядковані населені пункти:
- с. Кунча
- с. Дмитрівка

## Склад ради
Рада складалася з 12 депутатів та голови.
- Голова ради: Гаврилюк Олександр Якович
- Секретар ради: Дишкант Ніна Олексіївна

### Керівний склад попередніх скликань
| Прізвище, ім'я, по батькові | Основні відомості                                                         | Дата обрання | Дата звільнення |
| --------------------------- | ------------------------------------------------------------------------- | ------------ | --------------- |
| Гаврилюк Олександр Якович   | Сільський голова, 1956 року народження, освіта вища, член Народної партії | 26.03.2006   | 31.10.2010      |
| Гаврилюк Олександр Якович   | Сільський голова, 1956 року народження, освіта вища, член Народної партії | 31.10.2010   |                 |

Примітка: таблиця складена за даними сайту Верховної Ради України

### Депутати
За результатами місцевих виборів 2010 року депутатами ради стали:

#### За суб'єктами висування
| Суб'єкт висування | Кількість обраних депутатів | %  |
| ----------------- | --------------------------- | -- |
| Народна партія    | 6                           | 50 |
| Самовисування     | 6                           | 50 |

#### За округами
| № округу       | Прізвище, ім'я, по батькові  | Дата визнання обраним | Освіта           | Партійна приналежність                        | Відомості про обраного депутата                       |
| -------------- | ---------------------------- | --------------------- | ---------------- | --------------------------------------------- | ----------------------------------------------------- |
| Народна Партія |                              |                       |                  |                                               |                                                       |
| 2              | Ткач Петро Іванович          | 01.11.2010            | незакінчена вища | член Народної партії                          | ФГ"Кунчанський", завідувач автогаража                 |
| 3              | Вигонська Антоніна Іванівна  | 01.11.2010            | вища             | позапартійна                                  | Відділ Держкомзему Теофіпольського району, спеціаліст |
| 9              | Гомілко Лідія Зіновіївна     | 01.11.2010            | незакінчена вища | член Народної партії                          | ФГ «Кунчанський», зоотехнік                           |
| 10             | Іванюк Людмила Василівна     | 01.11.2010            | незакінчена вища | позапартійна                                  | Дитячий садок, завідувач                              |
| 11             | Гаврилюк Дмитро Леонідович   | 01.11.2010            | середня          | член Народної партії                          | ФГ «Кунчанський», механізатор                         |
| 12             | Загорчук Сергій Тимофійович  | 01.11.2010            | середня          | член Народної партії                          | ФГ «Кунчанський», заступник голови                    |
| Самовисування  |                              |                       |                  |                                               |                                                       |
| 1              | Дишкант Ніна Олексіївна      | 01.11.2010            | незакінчена вища | позапартійна                                  | Сільська рада, секретар                               |
| 4              | Вознюк Микола Петрович       | 01.11.2010            | вища             | позапартійний                                 | Теофіполь ПАЛ, завгосп                                |
| 5              | Поліщук Світлана Анатоліївна | 01.11.2010            | вища             | позапартійна                                  | Теофіпольський районний архів, начальник відділу      |
| 6              | Чубій Василь Васильович      | 01.11.2010            | вища             | позапартійний                                 | ТОВ «Старт», механік                                  |
| 7              | Якимчук Ольга Іванівна       | 01.11.2010            | незакінчена вища | позапартійна                                  | Сільська рада, бухгалтер                              |
| 8              | Демцун Василь Серафимович    | 01.11.2010            | середня          | член Всеукраїнського об'єднання «Батьківщина» | тимчасово не працює                                   |